# Spångmyrtjärnen (Burträsks socken, Västerbotten, 718423-167283)
Spångmyrtjärnen är en sjö i Skellefteå kommun i Västerbotten och ingår i Umeälvens huvudavrinningsområde.